# 484 Pittsburghia
484 Pittsburghia è un asteroide della fascia principale del diametro medio di circa 31,61 km. Scoperto nel 1902, presenta un'orbita caratterizzata da un semiasse maggiore pari a 2,6688713 UA e da un'eccentricità di 0,0579194, inclinata di 12,49639° rispetto all'eclittica.
Il suo nome è dedicato alla città di Pittsburgh, in Pennsylvania, città dell'ottico John A. Brashear, realizzatore delle lenti che Max Wolf utilizzava per l'esplorazione astronomica, similmente a quanto già fatto dallo stesso Wolf per il nome dell'asteroide 457 Alleghenia.